# Melicope sterrophylla
Melicope sterrophylla är en vinruteväxtart som beskrevs av Merrill & Perry. Melicope sterrophylla ingår i släktet Melicope och familjen vinruteväxter. Inga underarter finns listade i Catalogue of Life.